# La Main d'Annette
Pour plus de détails, voir Fiche technique et Distribution.
La Main d'Annette est un film muet français réalisé par Georges Monca, sorti en 1918.

## Fiche technique
- Titre : La Main d'Annette
- Réalisation : Georges Monca
- Scénario : Paul Tigre
- Photographie :
- Montage :
- Société de production : Société cinématographique des auteurs et gens de lettres (S.C.A.G.L)
- Société de distribution : Pathé Frères
- Pays de production :  France
- Langue : film muet avec les intertitres en français
- Métrage : 370 mètres
- Format : Noir et blanc — 35 mm — 1,33:1 — Muet
- Genre :  Comédie
- Durée : 12 minutes et 20 secondes
- Date de sortie : 
  - France : 8 mars 1918

## Distribution
- Simone Joubert : Annette
- Géo Lastry : Arsène
- Louis Launay : Oscar
- Émile René : l'oncle Laridel
- Lucy Murger : Madame Bourlemon